# MilkyWay@home
MilkyWay@home est un projet bénévole d'informatique distribuée en astrophysique fonctionnant sur la plateforme Berkeley Open Infrastructure for Network Computing (BOINC). En juin 2021, il compte sur les calculs d'environ 23 202 ordinateurs gérés par environ 13 443 bénévoles actifs pour une puissance de calcul de 1 196,985 téraflops. 
MilkyWay@home vise à générer des modèles dynamiques tridimensionnels précis de courants stellaires à proximité immédiate de la Voie lactée. Avec SETI@home et Einstein@home, c'est le troisième projet informatique de ce type qui a pour objectif principal l'investigation des phénomènes dans l'espace interstellaire. Son objectif secondaire est de développer et d'optimiser des algorithmes pour le calcul distribué.

## Objectif et conception

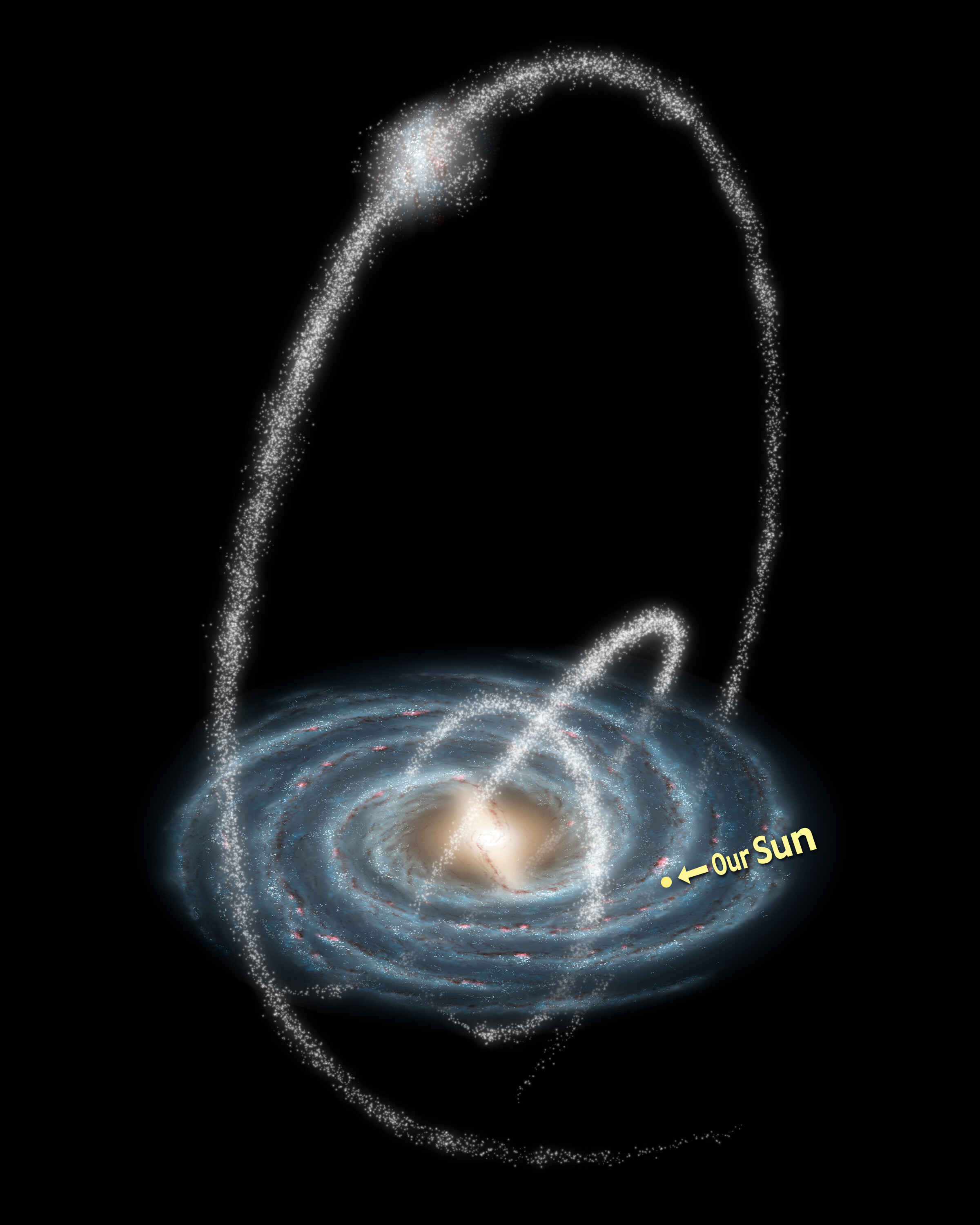
Flux stellaires de trois petites galaxies encerclant la Voie lactée (simulation)

MilkyWay@home est une collaboration entre les départements d'informatique et de physique, de physique appliquée et d'astronomie de l'Institut polytechnique Rensselaer. Géré par une équipe qui comprend l'astrophysicienne Heidi Jo Newberg et les informaticiens Malik Magdon-Ismail, Bolesław Szymański et Carlos A. Varela, le projet est soutenu par la National Science Foundation américaine.
À la mi-2009, le principal intérêt astrophysique du projet est le courant du Sagittaire, un courant stellaire émanant de la galaxie naine du Sagittaire qui pénètre partiellement l'espace occupé par la Voie lactée. Celle-ci soumettrait la galaxie naine à de fortes forces de marées galactiques. Une cartographie de ces flux interstellaires et de leur dynamique avec une grande précision permettrait de fournir des indices cruciaux pour comprendre la structure, la formation, l'évolution et la distribution du potentiel gravitationnel de la Voie lactée et des galaxies similaires. Cela pourrait également fournir un aperçu de la question de la matière noire. Le projet anticipe par la suite l'étude d'autres courants stellaires.
En utilisant les données du Sloan Digital Sky Survey, MilkyWay@home divise les champs stellaires en sections d'une largeur d'environ 2,5 degrés. Il y applique des techniques de séparation probabilistes auto-optimisées (c'est-à-dire des algorithmes évolutifs) pour extraire les courants de marée optimisés.

## Détails et statistiques du projet
MilkyWay@home est actif depuis 2007. Il a développé des applications optimisées pour les systèmes d'exploitation 32 bits et 64 bits, rendues disponibles en 2008. Sa capacité d'économiseur d'écran est limitée à un affichage rotatif des statistiques BOINC des utilisateurs, sans aucun composant graphique. Les animations des meilleures simulations informatiques sont partagées via YouTube.
Les unités de travail envoyées aux clients ne nécessitaient auparavant que deux à quatre heures de calcul sur les processeurs modernes, allouant un court délai pour la tâche (généralement trois jours). Au début 2010, le projet envoie régulièrement des unités beaucoup plus volumineuses qui prennent 15 à 20 heures de temps de calcul pour un processeur moyen, et qui sont valables environ une semaine à partir du téléchargement. Cela rend le projet moins adapté aux ordinateurs qui ne fonctionnent pas pendant des périodes de plusieurs jours, ou aux comptes d'utilisateurs qui ne permettent pas à BOINC de calculer en arrière-plan.
À la mi-juin 2009, le projet compte environ 24 000 utilisateurs enregistrés et environ 1 100 équipes participantes dans 149 pays, pour un total de 31,7 téraFLOPS. Le 12 janvier 2010 , les chiffres sont de 44 900 utilisateurs et 1 590 équipes dans 170 pays, pour une puissance de calcul moyenne de 1 382 Tflops, ce qui classe MilkyWay@home au deuxième rang du TOP500 des supercalculateurs.
À partir de 2018, de nombreuses tâches basées sur le GPU ne nécessitent que moins d'une minute pour être exécutées sur une carte graphique haut de gamme.
En juin 2021 on compte seulement 13 443 utilisateurs actifs sur un total de 244 138. Ceci représente 5,5 % d'utilisateur actif sur ce projet. Et 23 202 ordinateurs sont actifs sur les 28 744 rattachés au projet, soit 80 % d'ordinateurs actifs. En moyenne, le projet génère une puissance de calcul de 1 196 Tflops. On remarque que ce chiffre est stable depuis 2010. L'augmentation de la puissance de calculs des ordinateurs compense ainsi la diminution du nombre d'utilisateurs actifs[réf. nécessaire].
Le débit de données s'explique moins par l'acquisition de nouveaux utilisateurs que par le déploiement de logiciels clients qui utilisent des unités de traitement graphique (GPU) de moyenne et haute performance couramment disponibles pour les opérations numériques dans les environnements Windows et Linux.
MilkyWay@home est un projet gridcoin sur liste blanche.

## Résultats scientifiques
De grandes parties du projet MilkyWay@home s'appuient sur la thèse de Nathan Cole et ont été publiées dans The Astrophysical Journal. D'autres résultats ont été présentés lors de congrès d'astrophysique et d'informatique.
Le projet a permis de mettre en évidence d'anciennes galaxies noires qui sont entrées en collision avec la Voie lactée il y a plusieurs milliards d'années, grâce notamment à une puissance de calcul de 1,5 pétaflops,.